# Chaswe Nsofwa
Chaswe Nsofwa (* 22. Oktober 1978; † 29. August 2007 in Beʾer Scheva, Israel) war ein sambischer Fußballspieler.
Er spielte als Stürmer in unterschiedlichen Vereinen und in der Nationalmannschaft von Sambia. In seiner Laufbahn wurde er in mindestens 33 Länderspielen eingesetzt und erzielte neun Treffer. 2002 spielte er mit der Nationalmannschaft beim Africa Cup und gewann 2006 mit Sambia den COSAFA Cup.
Am 29. August 2007 brach Nsofwa während eines Trainingspiels bei seinem Klub HaPoʿel Beʾer Scheva in Israel zusammen. Der 28-jährige starb später an einem Herzstillstand.